# II (Last in Line)
II è il secondo album in studio del gruppo musicale statunitense Last in Line, pubblicato il 22 febbraio 2019 dalla Frontiers Records.

## Tracce
Testi e musiche di Vinny Appice, Vivian Campbell, Andrew Freeman e Phil Soussan.
1. Intro – 1:04
2. Blackout the Sun – 3:55
3. Landslide – 4:57
4. Gods and Tyrants – 4:57
5. Year of the Gun – 3:39
6. Give Up the Ghost – 4:45
7. The Unknown – 4:39
8. Sword from the Stone – 6:13
9. Electrified – 3:41
10. Love and War – 5:08
11. False Flag – 4:14
12. The Light – 5:15

## Formazione
- Andrew Freeman – voce, pianoforte
- Vivian Campbell – chitarra
- Phil Soussan – basso, tastiera
- Vinny Appice – batteria